# The Open Group
The Open Group – konsorcjum przemysłowe sponsorowane przez IBM, Sun, HP, Hitachi i Fujitsu, tworzące standardy de facto w dziedzinie oprogramowania, zwłaszcza interfejsów API. The Open Group powstała w 1996 r. z połączenia Open Software Foundation (OSF) i X/Open.
Grupa jest najbardziej znana z publikacji Single UNIX Specification, która szybko wypiera starszy standard POSIX. Jest też właścicielem znaku handlowego UNIX. The Open Group dostarcza testy zgodności, certyfikaty i dokumentacje dotyczące Uniksa, a także certyfikuje niektóre standardy, które nie są przez nią zarządzane, jak CORBA, Common Request Broker Architecture (Object Management Group) i Linux Standard Base (Free Standards Group).
Członkowie grupy uczestniczą w forach, gdzie opracowują przewodniki, standardy i specyfikacje. Forum opracowało TOGAF (The Open Group Architecture Framework), który jest zbiorem zasad do planowania i wdrażania architektur korporacyjnej. TOGAF jest dostępne bezpłatnie do wewnętrznego użytku w organizacjach.
The Open Group jest także odpowiedzialne za rozwój standardu do tworzenia modeli architektury korporacyjnej, jakim jest język ArchiMate.
Niektóre dokumenty The Open Group są dostępne wyłącznie dla członków.

## Standardy
- Call Level Interface (baza ODBC)
- Common Desktop Environment (CDE)
- Distributed Computing Environment (baza DCOM)
- LDAP (Lightweight Directory Access Protocol)
- Motif – zestaw widżetów GUI dla CDE
- OpenDoc – architektura złożonych dokumentów
- Single UNIX Specification (POSIX)
- X Window System